# Handquader

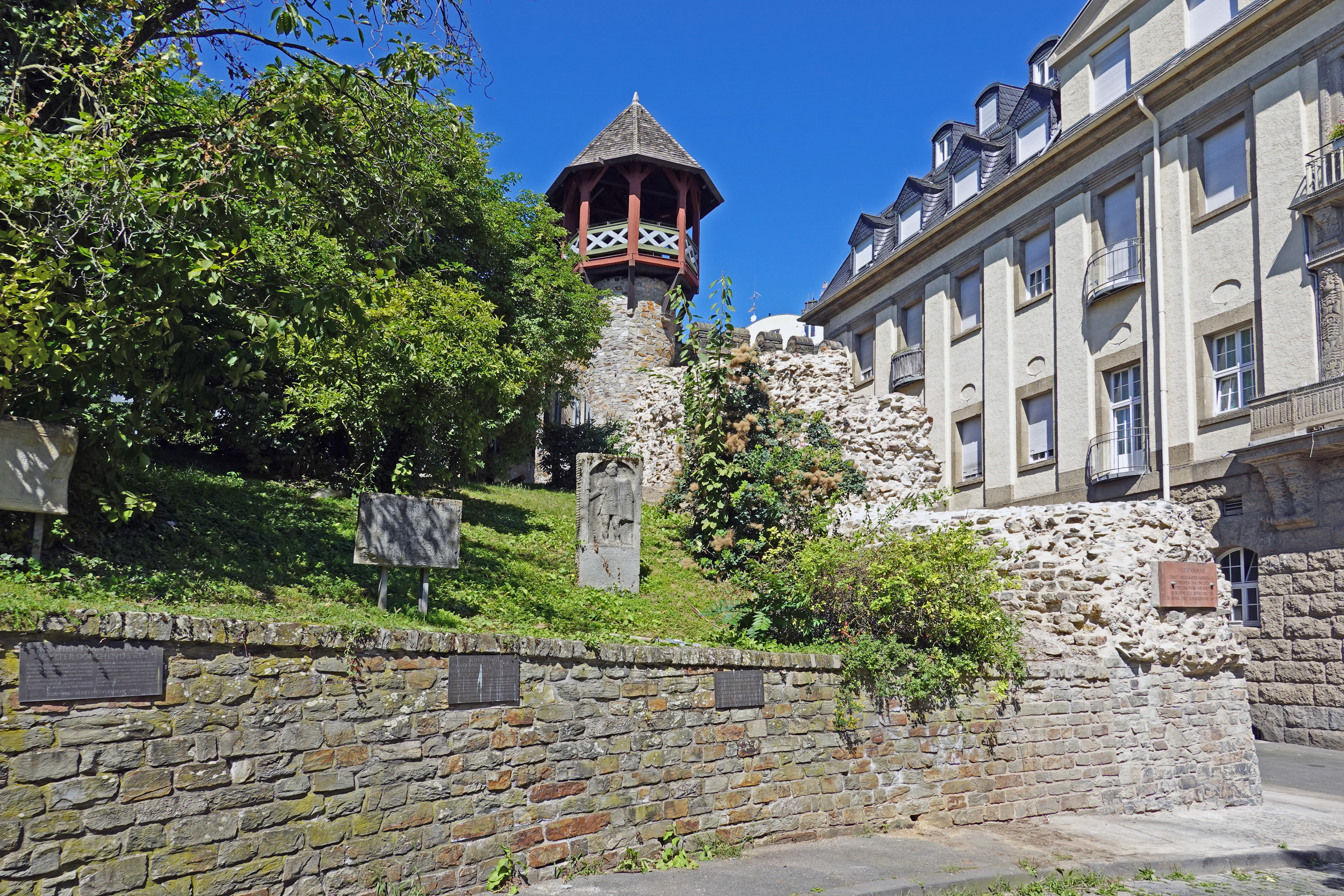
Handquader an der Heidenmauer am Römertor in Wiesbaden

Handquader sind kleinformatige Glattquader aus Stein, die wegen ihres handlich Formats – häufig Ziegelsteinformat – mit einer Hand versetzt werden können. Meist bereits im Steinbruch vorgefertigt erreichen sie lediglich Längen von 20–40 cm und Höhen von 10–20 cm (maximal 30 ─ 50 cm). 
Diese Art des Mauerwerks war bereits bei den Römern weithin in Gebrauch und erlebte besonders im 11. und 12. Jahrhundert im europäischen Burgenbau eine Renaissance. Häufig dienten Handquader zur äußeren Verblendung von aus gröberem Gestein errichteten Mauern. Besonders gut zur Verarbeitung zu Handquadern geeignet sind Kalkstein, Muschelkalk und Tuffstein, seltener auch Grauwacke.